# تد وود
تد وود (انگلیسی: Ted Wood؛ زادهٔ ۴ ژانویهٔ ۱۹۶۷) بازیکن بیس‌بال اهل ایالات متحده آمریکا بود.
وی در مسابقات کشوری و بین‌المللی در مجموع برندهٔ ۱ مدال طلا، ۱ مدال نقره شده‌است.